# Bad Day at Black Rock
Bad Day at Black Rock is een Amerikaanse film uit 1955 onder regie van John Sturges, met in de hoofdrollen Spencer Tracy en Robert Ryan. Het is een revisionistische western met elementen van film noir. Het scenario is gebaseerd op het korte verhaal Bad Day at Hondo van Howard Breslin. Spencer Tracy kreeg op het Filmfestival van Cannes in 1955 een Gouden Palm in de categorie Beste acteur.
Het verhaal draait om een oorlogsveteraan die in 1945 in een geïsoleerd stadje een man zoekt en daarbij een publiek geheim blootlegt, zodat hij geconfronteerd wordt met een vijandige bevolking. Zoals de titel suggereert, speelt het hele verhaal zich af in een dag. In de Nederlandse bioscopen draaide de film onder de titel Zij allen waren schuldig.

## Verhaal
Het dorpje Black Rock in de Californische woestijn wordt aan het einde van de Tweede Wereldoorlog opgeschrikt als de intercity er voor het eerst in vier jaar stopt. Uit de trein stapt John J. Macreedy, een oorlogsveteraan die zijn linkerarm mist. Hij zoekt een zekere Komoko, maar bij die naam lijken de inwoners te bevriezen. Volgens Pete Wirth, de receptionist, is het hotel vol, de garagehouder wil hem geen auto verhuren en hij wordt voortdurend vijandig bejegend. De onofficiële baas van het stadje, Reno Smith, beweert dat Komoko in 1942 samen met andere Japanse Amerikanen is geïnterneerd en niet meer in Black Rock woont, maar een ander zegt dat hij dood is. Uiteindelijk krijgt Macreedy steun van Liz Wirth, de zuster van Pete. Op haar aanwijzing rijdt hij naar Adobe  Flats waar Komoko heeft gewoond, maar de boerderij blijkt tot de grond toe afgebrand. Macreedy merkt op dat er wilde bloemen groeien, wat wijst op een verborgen graf. Terug in het hotel probeert Macreedy de Californische politie te bellen, maar de receptionist verbindt zijn telefoontje niet door.
Het geheim betreft iets dat in 1941 gebeurd is in Adobe Flats, waar Smith en zijn handlangers iets mee te maken hebben. Ze intimideren hem en rijden hem van de weg, en het komt tot heftige gevechten, waarbij Macreedy karate en judo gebruikt om zijn handicap te compenseren. Uiteindelijk onthult Macreedy aan Liz en een aantal mensen die Smith haten dat hij Komoko zoekt om hem de medaille van zijn zoon te geven die omkwam bij een heldendaad in de oorlog en daarbij Macreedy's leven redde. Dan ontvouwt zich de waarheid: Smith was allereerst wrokkig vanwege irrigatiewater dat Komoko gevonden had in land waarvan Smith dacht dat het droog en waardeloos was, en zijn ego werd verder gekrenkt toen hij zich na de Japanse aanval op Pearl Harbor in 1941 aanmeldde voor het leger en afgekeurd werd. Met dronken vrienden stak hij de boerderij van 'die Jap' in brand en Komoko werd gedood toen hij vluchtte uit het brandende huis.
Macreedy heeft niets meer te zoeken in Black Rock en Liz brengt hem in het donker weg, maar ze blijkt een onbetrouwbare bondgenoot te zijn en stopt bij een hinderlaag. Toch schiet Smith haar dood, terwijl Macreedy zich alleen redden kan door Smith in brand te zetten met een molotovcocktail die hij gemaakt heeft met benzine van de jeep. Smith wordt later ingerekend door de uiteindelijk gearriveerde politie. Terwijl het stadje zijn wonden likt, vertrekt Macreedy weer met de trein.

## Rolverdeling
| Acteur          | Personage        |
| --------------- | ---------------- |
| Spencer Tracy   | John J. Macreedy |
| Robert Ryan     | Reno Smith       |
| Anne Francis    | Liz Wirth        |
| Dean Jagger     | Sheriff Tim Horn |
| Walter Brennan  | Doc Velie        |
| John Ericson    | Pete Wirth       |
| Ernest Borgnine | Coley Trimble    |
| Lee Marvin      | Hector David     |

## Acteurs
Producent Dore Schary stond erop dat Spencer Tracy de rol van Macreedy zou spelen. Hij was echter bang dat de acteur zou weigeren en liet daarom het scenario omwerken: het personage kreeg nu een handicap, hij miste zijn linkerarm. Schary ging ervan uit dat het voor een acteur onweerstaanbaar moest zijn om een gehandicapte te spelen. Tracy raakte inderdaad geïnteresseerd, maar bleef twijfelen, hij stond echter bij MGM onder contract en Schary dreigde met een proces. De acteur bond in, maar had nog altijd twijfels, waarna MGM ingreep. Een van de bestuursleden vertelde Tracy dat hij zich geen zorgen hoefde te maken omdat men bezig was acteur Alan Ladd te contracteren en dat een kopie van het scenario naar de laatste was verzonden. Dit was het laatste zetje dat Tracy nodig had en de acteur legde zich definitief vast voor de rol. Later bleek dat Alan Ladd in het buitenland verbleef en nooit een pagina van het scenario had gezien.

## Productie
Regisseur Don Siegel vond het een van de beste scenario's die hij ooit had gelezen en probeerde de opdracht voor de verfilming te krijgen. MGM-studiobaas Nicholas Schenck vond het verhaal echter gezagsondermijnend en weigerde aanvankelijk om de productie te starten. Uiteindelijk gaf MGM het groene licht, maar werd John Sturges in plaats van Siegel ingehuurd voor de regie. MGM twijfelde of de film uitgebracht moest worden in normaal formaat of cinemascope (breedbeeld) en liet beide versies opnemen, maar de normale versie is nooit gebruikt.
Sturges filmde behalve in de studio ook in Lone Pine en de nabijgelegen Alabama Hills in Californië. Hij liet speciaal een stadje bouwen voor de scènes in Black Rock. Met speciale cameraposities werd de linkerarm van Spencer Tracy uit beeld gehouden, wat effectief de suggestie wekte dat de arm er niet was. Aanvankelijk was het de bedoeling dat Tracy lucifers met één hand zou afstrijken. De acteur kreeg dit echter niet voor elkaar en vroeg aan Sturges of hij niet een Zippo-aansteker mocht gebruiken. Volgens Tracy hadden veel oorlogsveteranen een dergelijke aansteker. Om zijn personage geloofwaardig te maken gebruikte Tracy nog een trucje: hij koos een willekeurig kostuum uit de kledingrekken, zodat het oogde als een slecht zittend confectiepak.

## Prijzen en nominaties
Spencer Tracy won de prijs voor Beste acteur tijdens het Filmfestival van Cannes in 1955. De film zelf kreeg een nominatie voor Beste film. Ook waren er Oscarnominaties voor Beste acteur, Beste regisseur en Beste scenario. Bij de BAFTA-uitreikingen was er een nominaties voor Beste film.